# Tamarack (Minnesota)
Tamarack é uma cidade localizada no estado americano de Minnesota, no Condado de Aitkin.

## Demografia
Segundo o censo americano de 2000, a sua população era de 59 habitantes.
Em 2006, foi estimada uma população de 58, um decréscimo de 1 (-1.7%).

## Geografia
De acordo com o United States Census Bureau tem uma área de
9,3 km², dos quais 9,3 km² cobertos por terra e 0,0 km² cobertos por água. Tamarack localiza-se a aproximadamente 386 m acima do nível do mar.

## Localidades na vizinhança
O diagrama seguinte representa as localidades num raio de 32 km ao redor de Tamarack.